# Wim Bijmoer

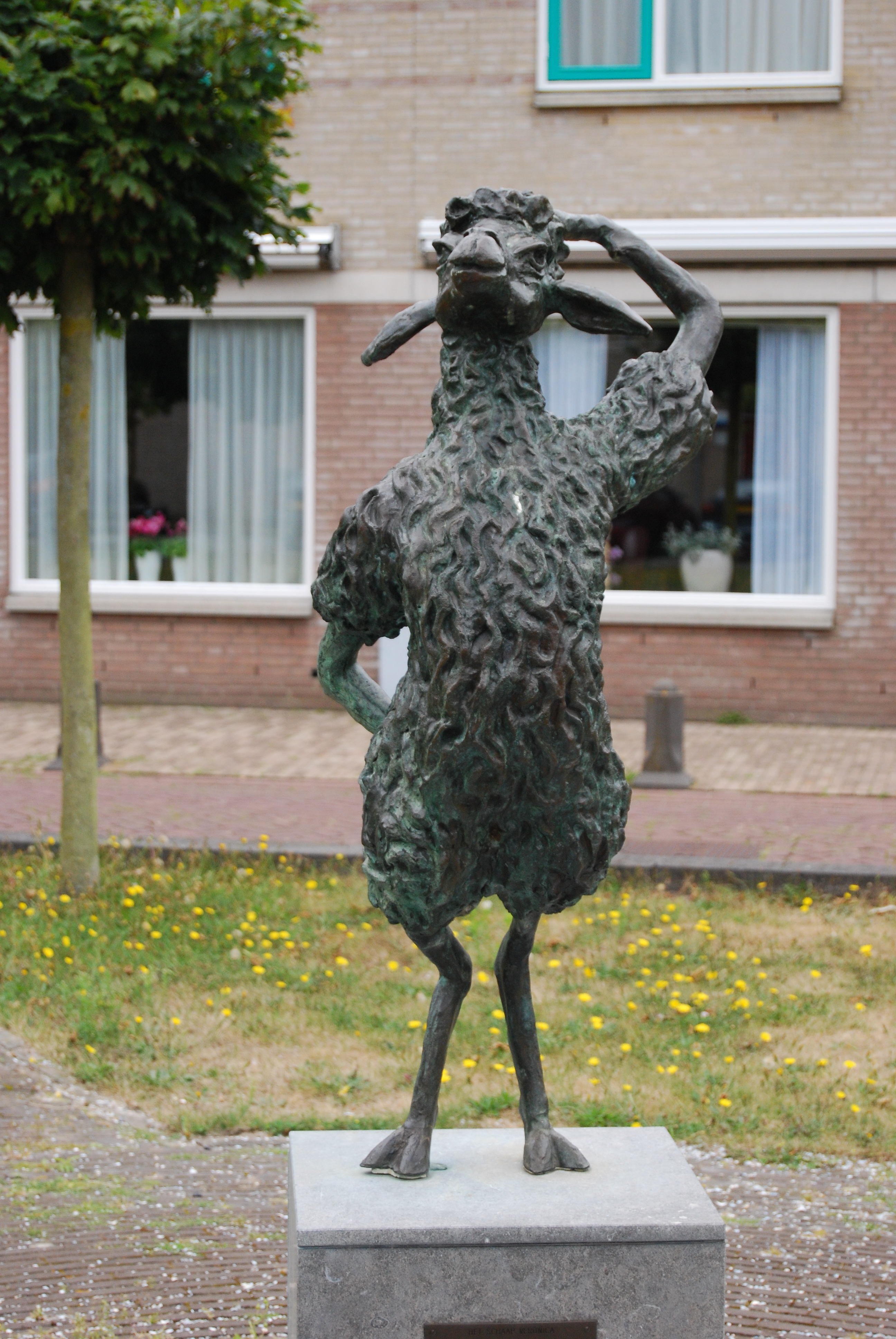
Het Schaap Veronica door Frank Rosen. Beeld in Egmond aan den Hoef (Hanswijk) ter ere van Wim Bijmoer, die daar heeft gewoond vanaf 1954.

Wim Bijmoer (Amsterdam, 24 juli 1914 - Bergen (NH), 29 september 2000) was een Nederlands illustrator, decor- en kostuumontwerper. 
In de jaren 30 was hij actief als tekenaar voor de Arbeiders Jeugd Centrale. Maar hij werd vooral bekend in de jaren 50 doordat hij de talloze kinderversjes (zoals Dikkertje Dap en De Spin Sebastiaan) van Annie M.G. Schmidt een gezicht gaf. Ook Abeltje en het Schaap Veronica kwamen tot leven door zijn verbeelding. In nieuwere uitgaven van Schmidts boeken zijn Bijmoers illustraties inmiddels veelal vervangen. Andere boeken die hij illustreerde waren onder meer De ijsmuts van prins Karel, Koning Zazoe en het kogmobiel, Kabouter Puntmuts en Wezeltje. De illustratie aan de voorzijde van de lp "Niet met de deuren slaan", de laatste nieuwe liedjes uit de VARA-TV musical Ja zuster, nee zuster is van hem. De kinderpostzegels van 1967 zijn door hem getekend. Tevens maakte hij een aantal illustraties voor boeken uit de Bigglesreeks. Verder maakte hij vele theaterdecors en kostuumontwerpen en werkte hij mee aan het Amsterdams journalistencabaret De Inktvis (1947-1953).
De laatste tien jaar van zijn leven kon hij niet meer tekenen door een mislukte oogoperatie in 1990, waardoor hij zeer slechtziend werd. Hij overleed op 86-jarige leeftijd.

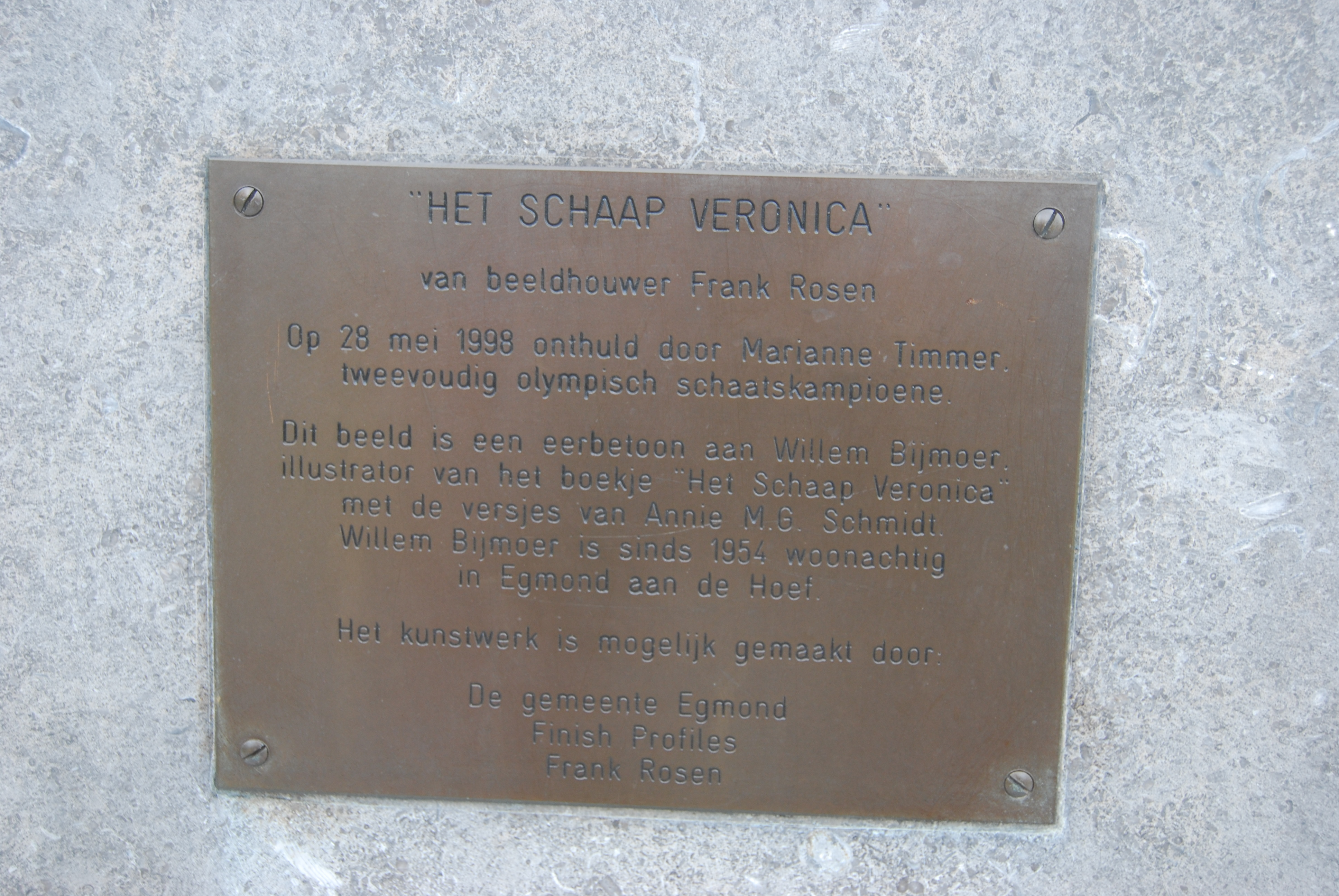
Opschrift op sokkel van het beeld Het Schaap Veronica door Frank Rosen

- Biografisch Portaal: 76259481
- Digitale Bibliotheek voor de Nederlandse Letteren: bijm003
- International Standard Name Identifier: 0000 0003 9761 3438
- MusicBrainz: 0c5e62d0-0a76-4d99-9e5a-ed3b7e7ddd7e
- Nederlandse Thesaurus van Auteursnamen: 069448914
- RKD-Nederlands Instituut voor Kunstgeschiedenis: 8342
- Système universitaire de documentation: 151542066
- Union List of Artist Names: 500761122
- Virtual International Authority File: 37442045